# キャロパン
キャロパンは、かつてサンミュージックプロダクションで活動していた日本の男女お笑いコンビ。2024年6月1日解散。

## メンバー
- 平岡（ひらおか、1987年2月6日（38歳）- ）立ち位置は左。
本名、平岡 隼馬（ひらおか じゅんま）。静岡県静岡市出身。
身長168cm、体重58kg、血液型O型。
趣味はボクシング観戦、映画鑑賞。
特技は耳を折り畳んで仕舞って好きなタイミングで出せる事。
資格は普通自動車免許。
スクールJCA18期生。結成前はプロダクション人力舎に所属し、トリオ「サービス」やコンビ「ロマン峠」として活動。

- きったん（1990年1月17日（35歳）- ）立ち位置は右。
本名、北本 智子（きたもと さとこ）。東京都出身。
身長154cm、体重47kg、血液型A型。
趣味は異文化交流、舞台鑑賞、カラオケ。
特技は韓国語（1年留学）、即興ミュージカル、サムギョプサルを美味しく焼くこと。
資格は普通自動車免許、英検準2級。
ワタナベコメディスクール16期生。結成前は、コンビ「根菜キャバレー」として活動。

## 来歴
2022年4月23日、ユニットとして結成。当初は平岡のみプロダクション人力舎所属であったが、同年11月1日よりコンビとして正式に活動して行くと同時に平岡が約12年在籍した事務所を離れ共にサンミュージックプロダクション所属となった事が発表された。
2024年6月1日に解散。以降も共にサンミュージックプロダクションに在籍し続ける事を明かし、平岡は「きったんとは性格やら方向性やら何やら全部違ったけど僕をグイグイ引っ張ってくれて場を明るくしてくれて何回も助けられました！約2年間ありがとう！！」、きったんは「私は今後どう言った形でやるかは悩んでいるのですが、あんまり休みたくはないのできったんとネタやってもいいよって方は気軽に声掛けてください！！！平岡さんの書くネタは面白いのでもっと自信を持って生きてってください！！！」と、双方の公式X（旧：Twitter）アカウントにてコメントを残している。

## 出演

### ライブ
- サンミュージックGETライブ（新宿バッシュ、事務所ライブ）

### 舞台
- 劇団かもめんたる 第13回公演『ゾンビいまさら』（2024年2月7日 - 12日、あうるすぽっと）[7]